# Bílsko (district d'Olomouc)
Pour les articles homonymes, voir Bílsko.
Bílsko (en allemand : Bilsko) est une commune du district et de la région d'Olomouc, en République tchèque. Sa population s'élevait à 229 habitants en 2020.

## Géographie
Bílsko se trouve à 18 km au nord-ouest d'Olomouc et à 192 km à l'est-sud-est de Prague.
La commune est limitée par Loučka et Cholina au nord, par Senice na Hané et Senička à l'est, par Senice na Hané au sud, et par Vilémov à l'ouest.

## Histoire
La première mention écrite du village date de 1349.